# Habenaria pasmithii
Habenaria pasmithii är en enhjärtbladiga växtart som beskrevs av Graham Williamson. Habenaria pasmithii ingår i släktet Habenaria, och familjen orkidéer. Inga underarter finns listade i Catalogue of Life.